# Anthozoa
Gli Antozoi (Anthozoa Ehrenberg, 1831) sono una classe di animali (invertebrati marini) del phylum degli Cnidaria. Con oltre seimila specie, solitarie e coloniali, è il più grande taxon degli Cnidaria.
Consistono di piccoli polipi singoli o radunati tipicamente in colonie di molti individui simili. Il gruppo include gli organismi comunemente noti come coralli, costruttori delle barriere coralline tropicali, prodotte dall'accumulo dei loro tipici scheletri calcarei, costituiti da carbonato di calcio sotto forma di calcite, formano il tipico scheletro calcareo.
Inoltre comprendono gli anemoni di mare (o attinie), le pennatule, i coralli molli, zoantidi, ceriantidi.

## Etimologia
Il nome "Anthozoa" significa letteralmente "fiori animali" (dal greco άνθος (ánthos; "fiore") e ζώα (zóa; "animali") un riferimento all'aspetto floreale che assumono i polipi.

## Descrizione

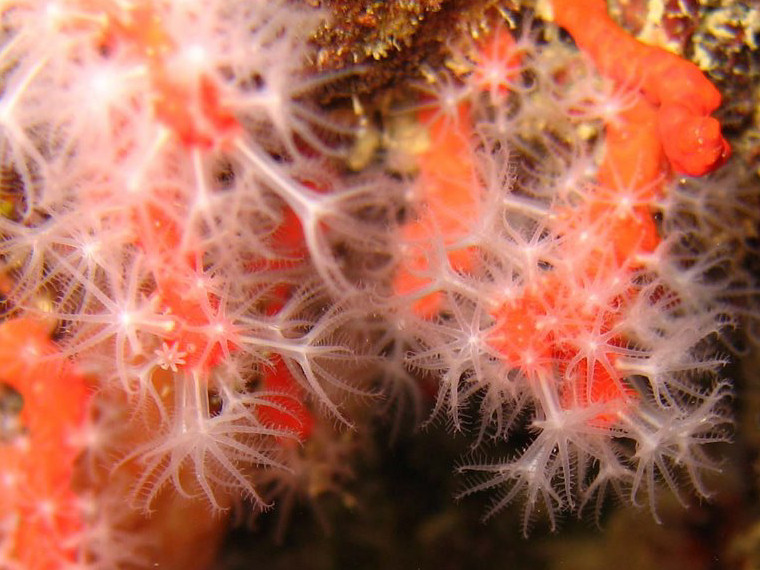
Corallium rubrum: sono chiaramente visibili i singoli polipi dotati di otto tentacoli

Il corallo, percepito comunemente come un singolo organismo, in realtà è formato da migliaia d'individui identici geneticamente detti polipi, ognuno grande solo pochi millimetri.
Di forma e di dimensione variabili (da piccoli individui di meno di mezzo centimetro a grandi colonie di un metro o più di diametro), sono sparsi nelle acque costiere tropicali in cui formano trottoir (come nel Mar Rosso), atolli (come nelle isole polinesiane) o barriere (come nel caso dell'Australia, con la Grande Barriera Corallina). Queste colonie, generalmente, sono tipiche di acque molto luminose e calde, pur sopportando poco sia le alte temperature sia l'inquinamento che porta, infatti, alla loro morte e, quindi, alla loro sedimentazione.
Presentano la cavità gastrovascolare con setti longitudinali radiali alternati a tentacoli.

## Biologia
Si distinguono in:
- coralli ermatipici, con scheletro carbonatico e che vivono in simbiosi con le zooxantelle che gli forniscono nutrimento, e hanno quindi bisogno di luce. Queste simbiosi si fondano sul mutuo scambio di sostanze tra simbionte (alga) e ospite (antozoo). Le simbiosi in questione sono di estremo e attuale interesse, soprattutto in relazione ai fenomeni di sbiancamento dei coralli, che si ritengono dovuti a un aumento della temperatura, conseguenza dell'effetto serra;
- coralli aermatipici o anermatipici, sprovvisti di zooxantelle, che non hanno dunque bisogno di luce e possono vivere più in profondità e che si nutrono catturando plancton o per osmosi.

### Alimentazione
Gli Antozoi sono carnivori, cacciano le prede con i loro tentacoli.
Gli anemoni attendono che pesci o altri animali marini finiscano tra i loro tentacoli urticanti, per poterli immobilizzare e mangiare. Alcuni animali tuttavia, come il pesce pagliaccio, sono immuni a tali tentacoli e riescono a vivere fra di essi.
Molte specie inoltre completano il loro fabbisogno energetico stabilendo una simbiosi con alghe unicellulari fotosintetiche (zooxantelle) che vivono all'interno dei loro tessuti. Queste specie vivono in acque poco profonde, perché possano essere raggiunte dalla luce necessaria alle alghe, e molte sono costruttrici di barriere coralline. Altre specie mancano delle zooxantelle e, non avendo bisogno di aree ben illuminate, vivono tipicamente in acque profonde.

### Riproduzione
Il corallo, percepito comunemente come un singolo organismo, in realtà è formato da migliaia d'individui identici geneticamente, ognuno grande solo pochi millimetri.
La parte terminale del corallo si sviluppa tramite riproduzione asessuata dei polipi attraverso la formazione di gemme o la fratturazione del polipo. In acque ricche di nutrienti, gli anthozoi possono andare incontro a lacerazione pedale (si staccano dal piede un gruppo di cellule). Dalle cellule staccate si sviluppano nuovi individui.
Si riproducono anche sessualmente. A differenza di altri membri di questo phylum, gli antozoi non presentano, durante il loro sviluppo, uno stadio di medusa. Invece, rilasciano sperma e uova nell'acqua. Dopo la fecondazione, le larve fanno parte del plancton. Quando sono completamente sviluppate, le larve si depositano sul fondo del mare e si attaccano al substrato, subendo la metamorfosi in polipi. 

### Longevità
Le colonie coralline costituiscono i più vecchi organismi animali al mondo, superando lo squalo della Groenlandia, a cui ad un esemplare hanno attribuito un'età di 512 anni o di alcune specie di vongola che possono vivere oltre 405 anni. Secondo gli esperti del NOAA alcune colonie avrebbero anche molte centinaia, se non addirittura migliaia di anni.

## Distribuzione e habitat

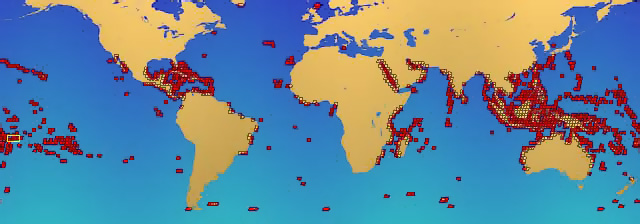
Distribuzione delle barriere coralline nel mondo

Nelle fasce tropicali degli oceani i coralli, stanziatisi da millenni, hanno formato delle grandi bio-costruzioni calcaree con i loro scheletri, creando un nuovo ambiente naturale (la barriera corallina) che ha addirittura modificato la geografia dei mari e degli oceani in quelle zone formando scogliere e permettendo lo sviluppo di tipici ambienti di piattaforma carbonatica e atollo.
Le principali barriere coralline si trovano nelle acque dell'oceano Atlantico occidentale e nell'Indo-Pacifico, tra le latitudini di 30°N e 30°S.
Il Triangolo dei coralli, tra oceano Pacifico e oceano Indiano, ha la massima biodiversità per ciò che riguarda le barriere coralline; si estende tra il Mediterraneo Australasiatico e la zona di mare a nord e a est della Nuova Guinea.
È tuttavia un errore credere che il corallo possa svilupparsi soltanto nei mari caldi, infatti i mari freddi (quello della Scandinavia, della Gran Bretagna e della penisola iberica) ospitano scogliere coralline e piattaforme carbonatiche (cosiddette barriere coralline di acque profonde).
Un esempio di formazioni coralline di profondità sono i Darwin Mounds, situati a oltre 1 000 metri di profondità in prossimità di Cape Wrath, in Scozia.
Numerose specie, come per esempio Epiactis georgiana (Actiniidae) o Capnea georgiana (Capneidae) sono presenti anche nei mari dell'Antartide. La famiglia Halcampulactidae è l'unica endemica dei mari antartici.
Anche se i coralli possono catturare il plancton usando gli cnidoblasti presenti sui loro tentacoli, la maggior parte di questi animali nei mari caldi ottiene il sostentamento tramite le zooxanthellae, delle alghe unicellulari endosimbiotiche. Di conseguenza la maggior parte dei coralli dipende dalla luce solare e si sviluppa in acqua luminosa e poco profonda. Questi coralli sono quelli tipici dei reef tropicali e subtropicali, come la Grande Barriera Corallina australiana. Altri coralli non sono invece in simbiosi con le zooxantelle e possono vivere in acque più profonde, come nell'oceano Atlantico, dove il genere Desmophyllum (sin. Lophelia) vive fino a 3 000 metri.

### In Italia
Anche il Mediterraneo, e conseguentemente i mari italiani, ospitano diverse specie di antozoi.
Particolarmente significativo per l'Italia è il Corallium rubrum, il corallo rosso, endemico o quasi endemico del Mediterraneo, che si trova soprattutto intorno alla Sardegna e alla Sicilia fino a Malta nonché lungo le coste tirreniche e adriatiche della penisola. Alcune località (Torre del Greco, Sciacca, e altre) erano un tempo famose per la pesca del corallo rosso.
Un'altra specie da menzionare è Paramuricea clavata, la gorgonia rossa, anch'essa endemica del Mediterraneo. Secondo IUCN è presente in tutti i mari italiani, eccetto il Canale di Sicilia e il Mar Ionio.
Tra le altre gorgonie presenti nei mari italiani menzioniamo la gorgonia gialla (Eunicella cavolinii), la gorgonia bianca (Eunicella singularis) e la gorgonia verrucosa (Eunicella verrucosa).
Tra gli antozoi che non hanno l'aspetto di coralli, menzioniamo il pomodoro di mare (Actinia equina), ampiamente diffuso e cosmopolita, e l'ortica di mare (Anemonia viridis), endemica del Mediterraneo e presente in tutti i mari italiani.

## Tassonomia
I coralli appartengono tutti alla classe Anthozoa e sono divisi in tre sottoclassi monofiletiche (Octocorallia, Hexacorallia e Ceriantharia) a seconda del numero di tentacoli, della linea di simmetria, del loro esoscheletro, del tipo di nematocisti o dell'analisi genetica. I coralli con otto tentacoli sono chiamati Octocorallia (o Alcyonaria), quelli con più di otto tentacoli in multipli di sei sono chiamati Hexacorallia (in passato detti anche Zoantharia, denominazione oggi circoscritta a un ordine).
|  | Penicilaria |
|  |             |
|  | Spirularia  |
|  |             |

|  | Actiniaria       |
|  |                  |
|  | Antipatharia     |
|  |                  |
|  | Corallimorpharia |
|  |                  |
|  | Scleractinia     |
|  |                  |
|  | Zoantharia       |
|  |                  |

|  | Alcyonacea   |
|  |              |
|  | Helioporacea |
|  |              |
|  | Pennatulacea |
|  |              |

|  | Penicilaria |
|  |             |
|  | Spirularia  |
|  |             |

|  | Actiniaria       |
|  |                  |
|  | Antipatharia     |
|  |                  |
|  | Corallimorpharia |
|  |                  |
|  | Scleractinia     |
|  |                  |
|  | Zoantharia       |
|  |                  |

|  | Alcyonacea   |
|  |              |
|  | Helioporacea |
|  |              |
|  | Pennatulacea |
|  |              |

|  | Penicilaria |
|  |             |
|  | Spirularia  |
|  |             |

|  | Actiniaria       |
|  |                  |
|  | Antipatharia     |
|  |                  |
|  | Corallimorpharia |
|  |                  |
|  | Scleractinia     |
|  |                  |
|  | Zoantharia       |
|  |                  |

|  | Alcyonacea   |
|  |              |
|  | Helioporacea |
|  |              |
|  | Pennatulacea |
|  |              |

|  | Penicilaria |
|  |             |
|  | Spirularia  |
|  |             |

|  | Actiniaria       |
|  |                  |
|  | Antipatharia     |
|  |                  |
|  | Corallimorpharia |
|  |                  |
|  | Scleractinia     |
|  |                  |
|  | Zoantharia       |
|  |                  |

|  | Alcyonacea   |
|  |              |
|  | Helioporacea |
|  |              |
|  | Pennatulacea |
|  |              |

Storicamente, si pensava che i "Ceriantipatharia" fossero una sottoclasse separata ma oggi i due ordini che comprendeva sono stati redistribuiti: Antipatharia è ora considerata parte di Hexacorallia e Ceriantharia è ora considerata una sottoclasse indipendente.
Gli esacoralli comprendono le specie costruttrici di barriere coralline: i coralli pietrosi (Scleractinia), gli anemoni di mare (Actiniaria) e gli zoantidi (Zoantharia). Studi genetici sul DNA ribosomiale hanno dimostrato che Ceriantharia è un gruppo monofiletico ed è il più antico, o basale, tra questi.

### Alcune specie
Ceriantharia

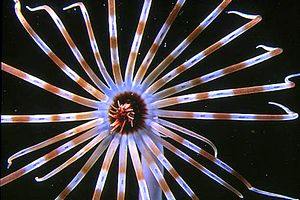
Arachnanthus oligopodus (Arachnactidae)
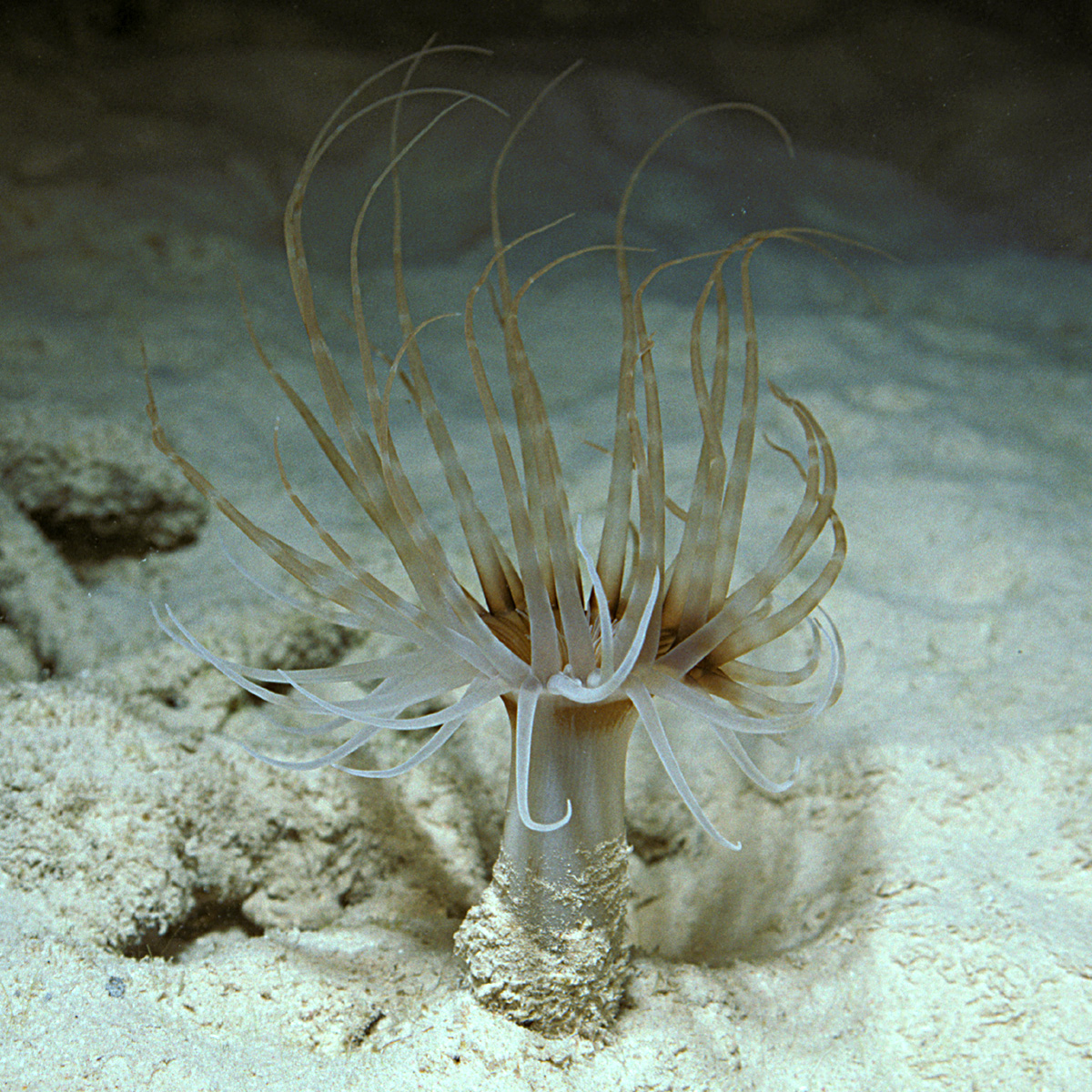
Isarachnanthus nocturnus (Arachnactidae)
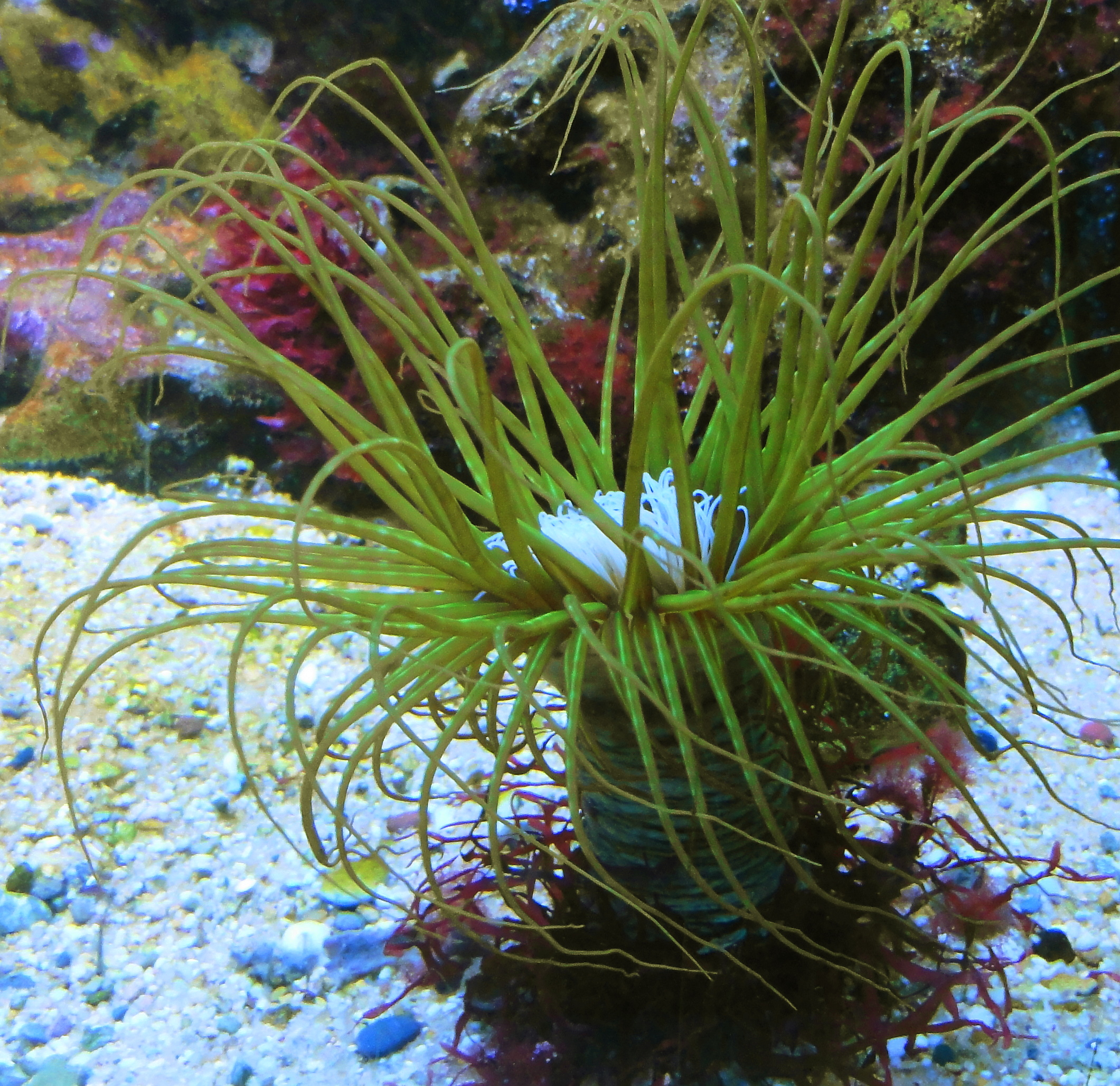
Cerianthus membranaceus (Cerianthidae)
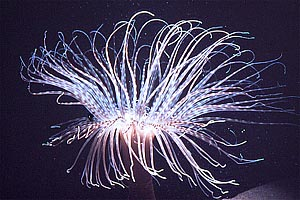
Cerianthus filiformis (Cerianthidae)

Esacoralli

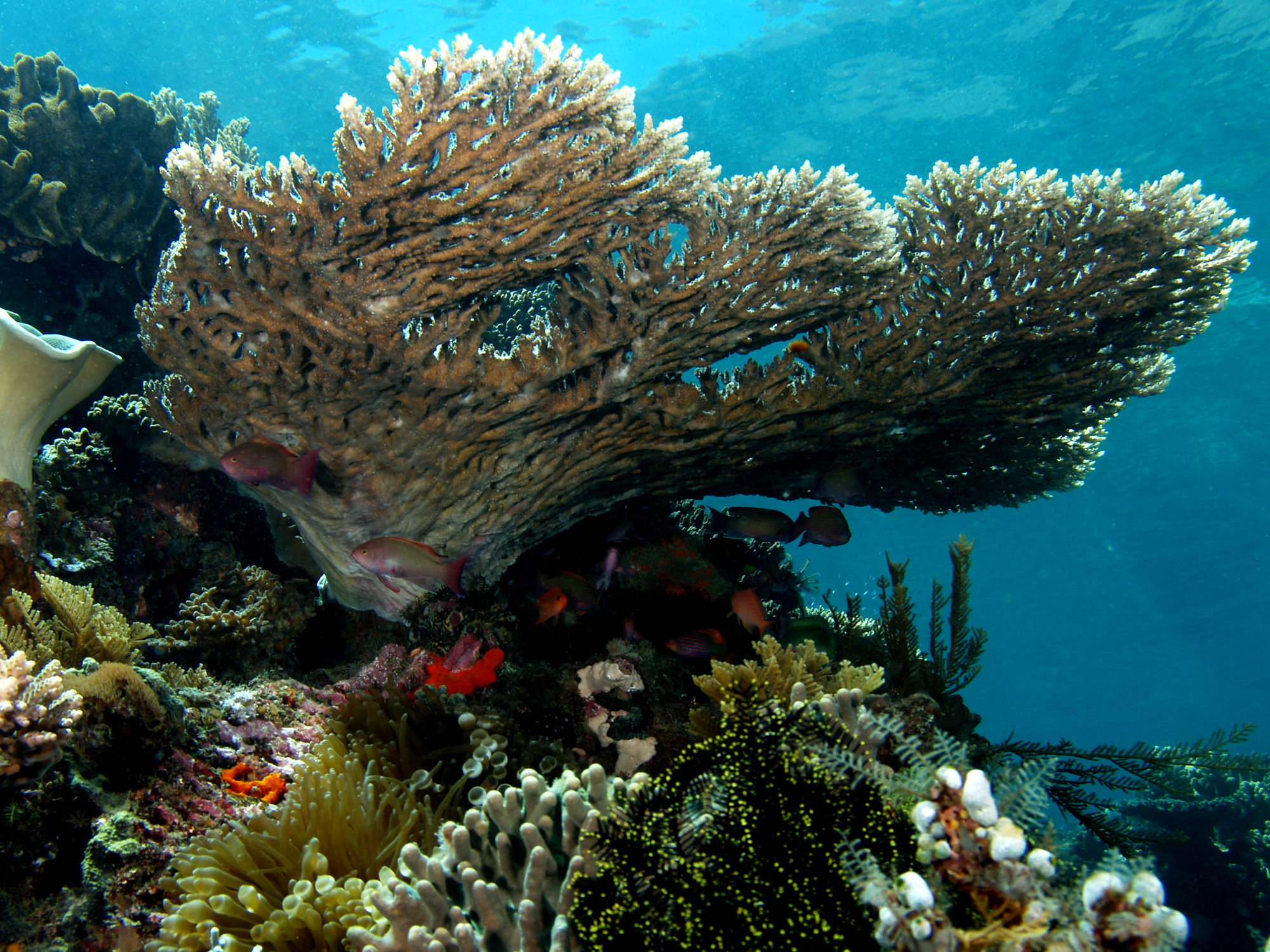
Acropora latistella (Acroporidae)
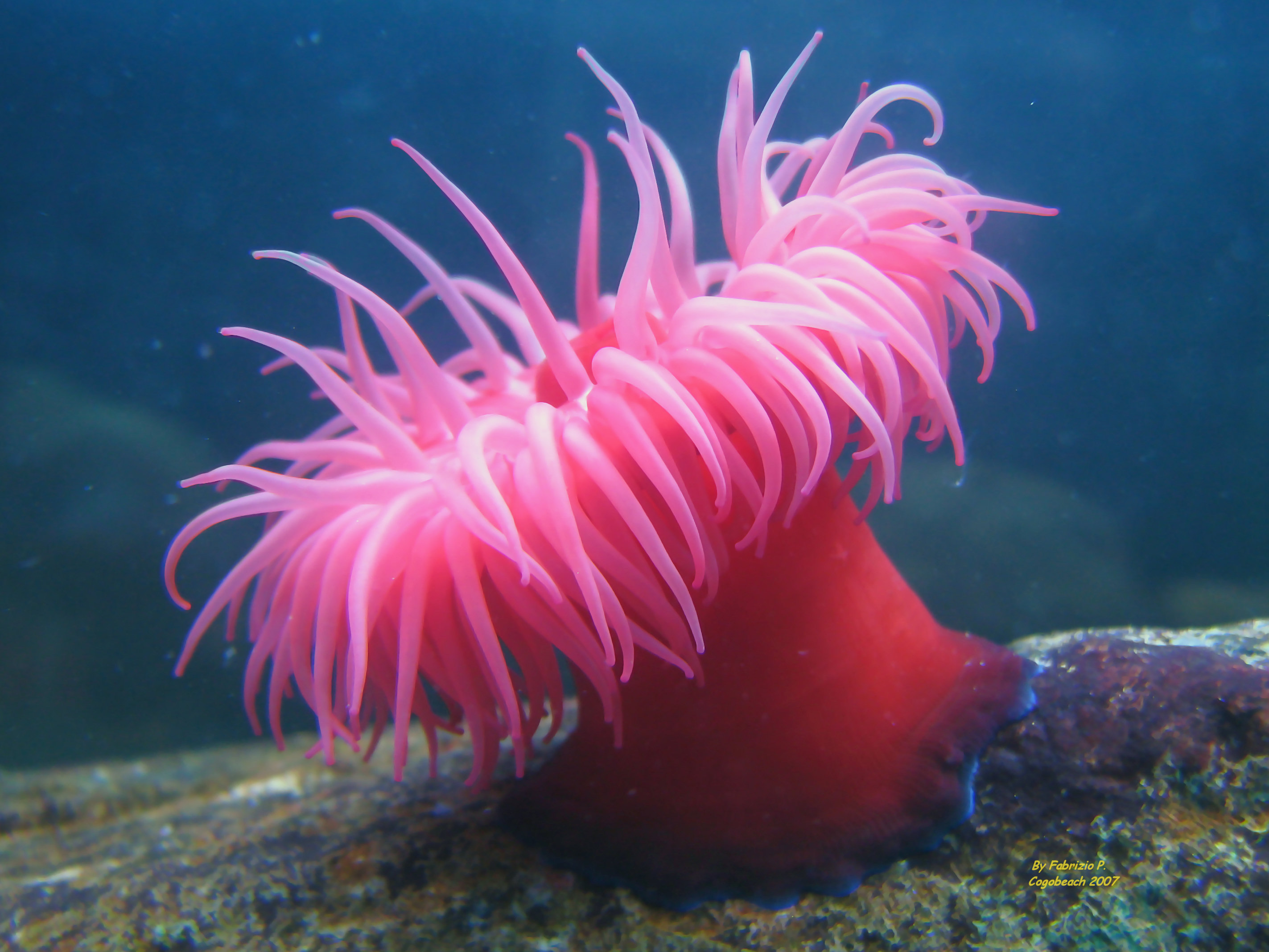
Actinia equina (Actiniidae)
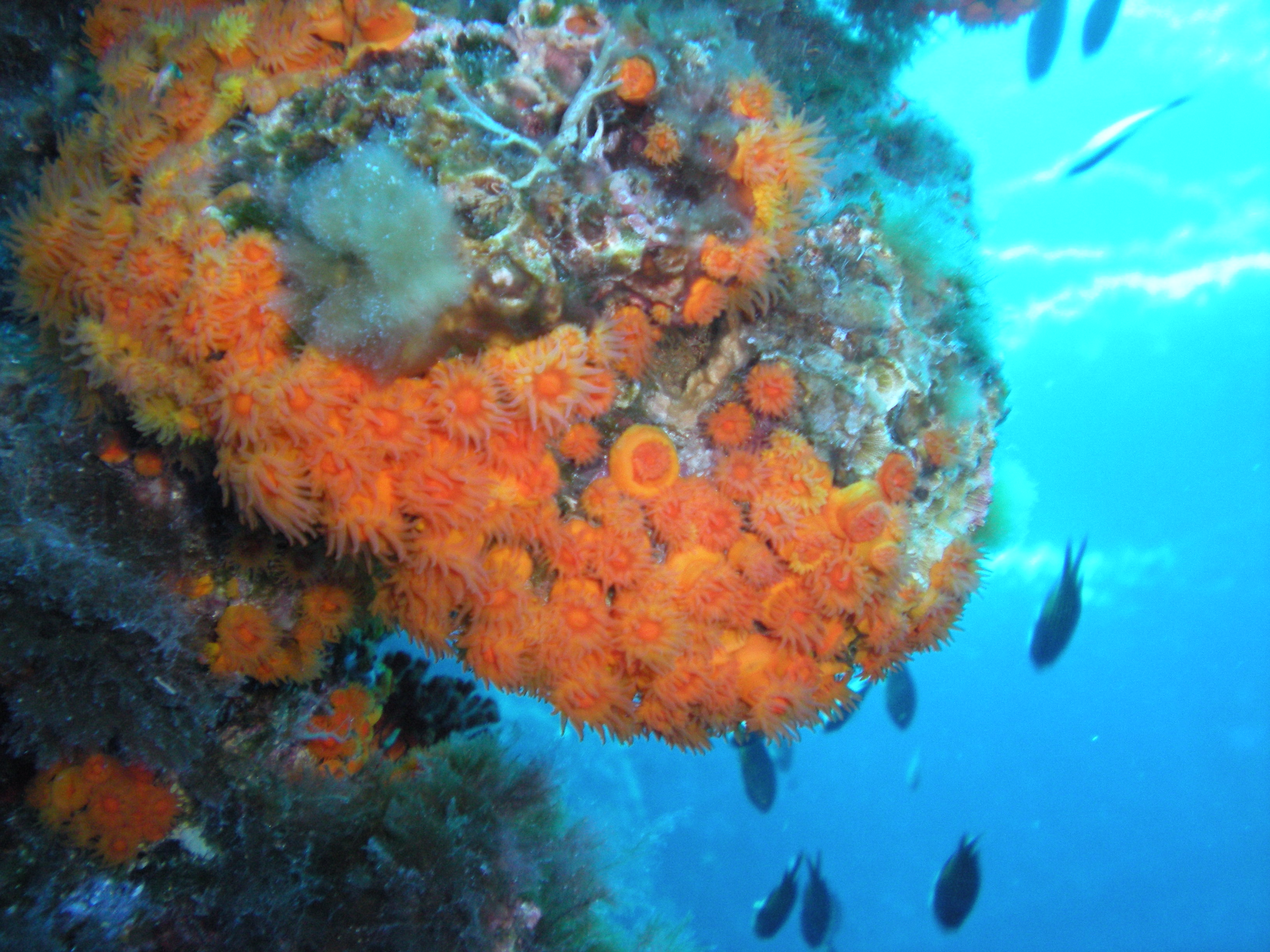
Astroides calycularis (Dendrophylliidae)
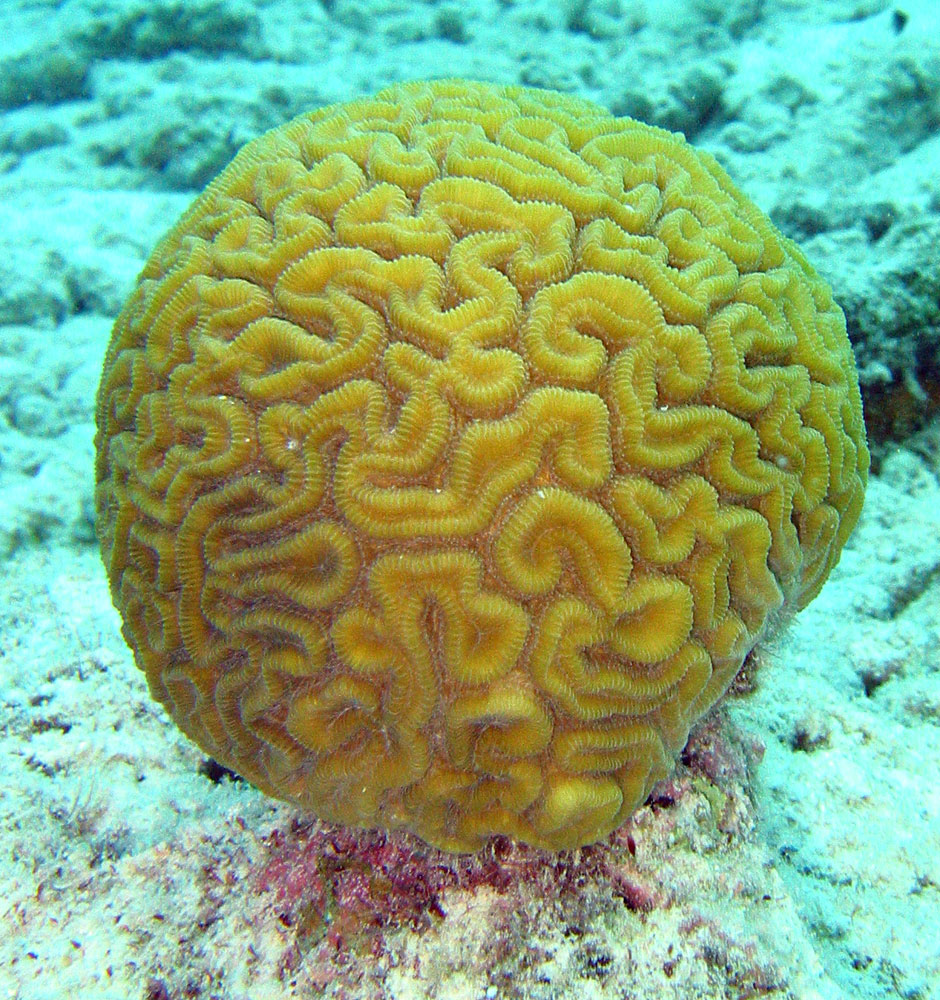
Diploria labyrinthiformis (Faviidae)
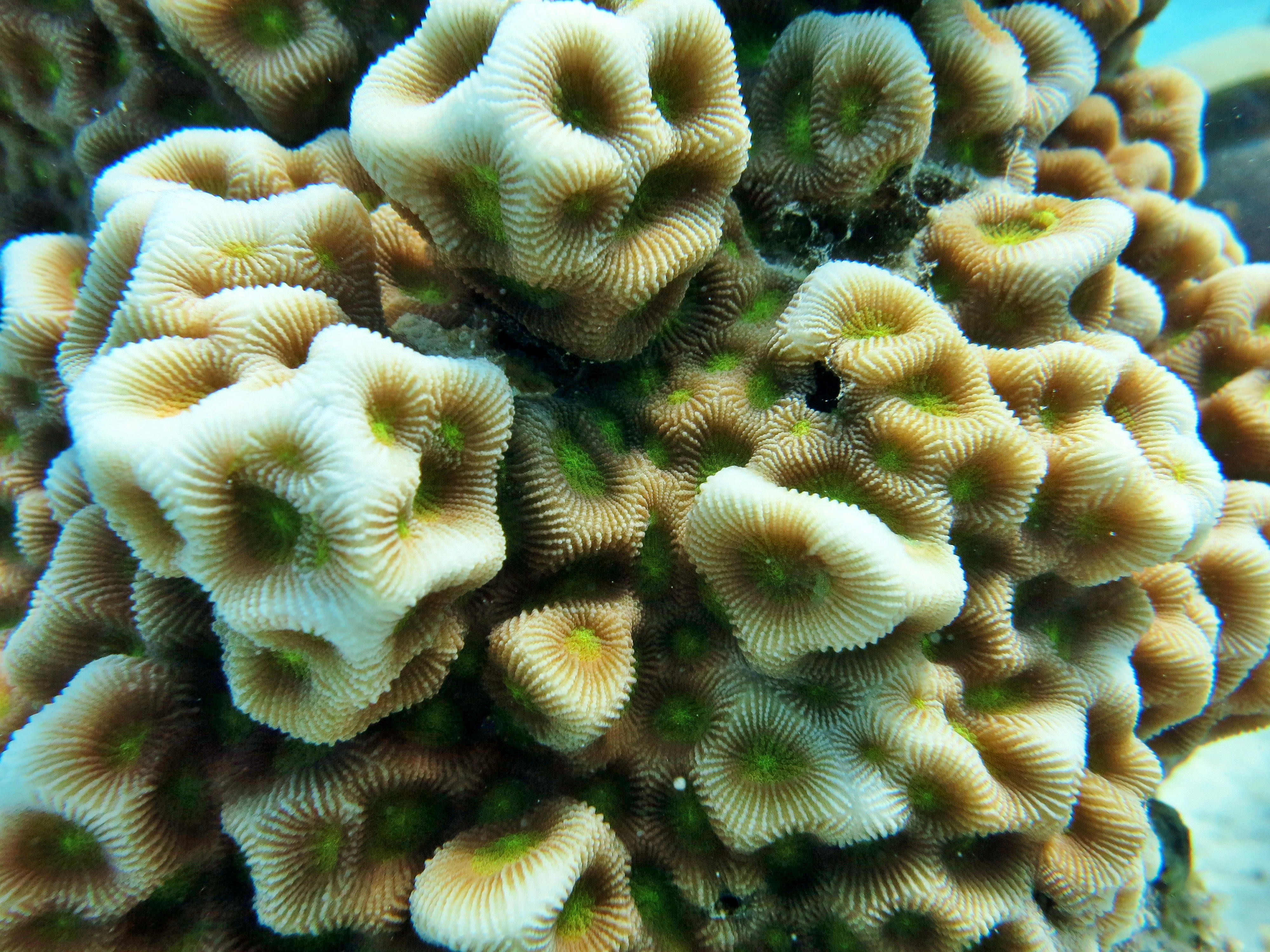
Favites halicora (Merulinidae)
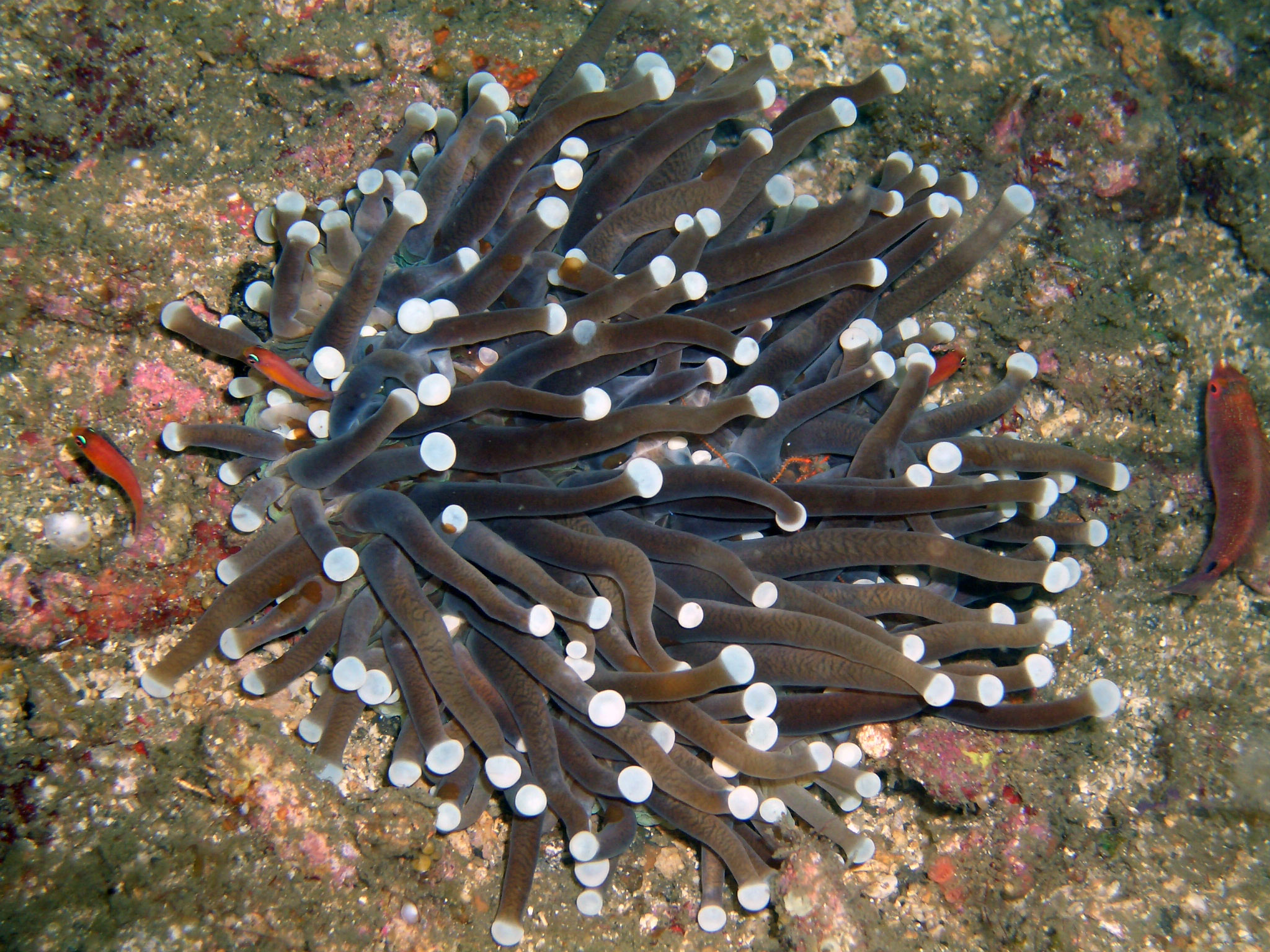
Heliofungia actiniformis (Fungiidae)
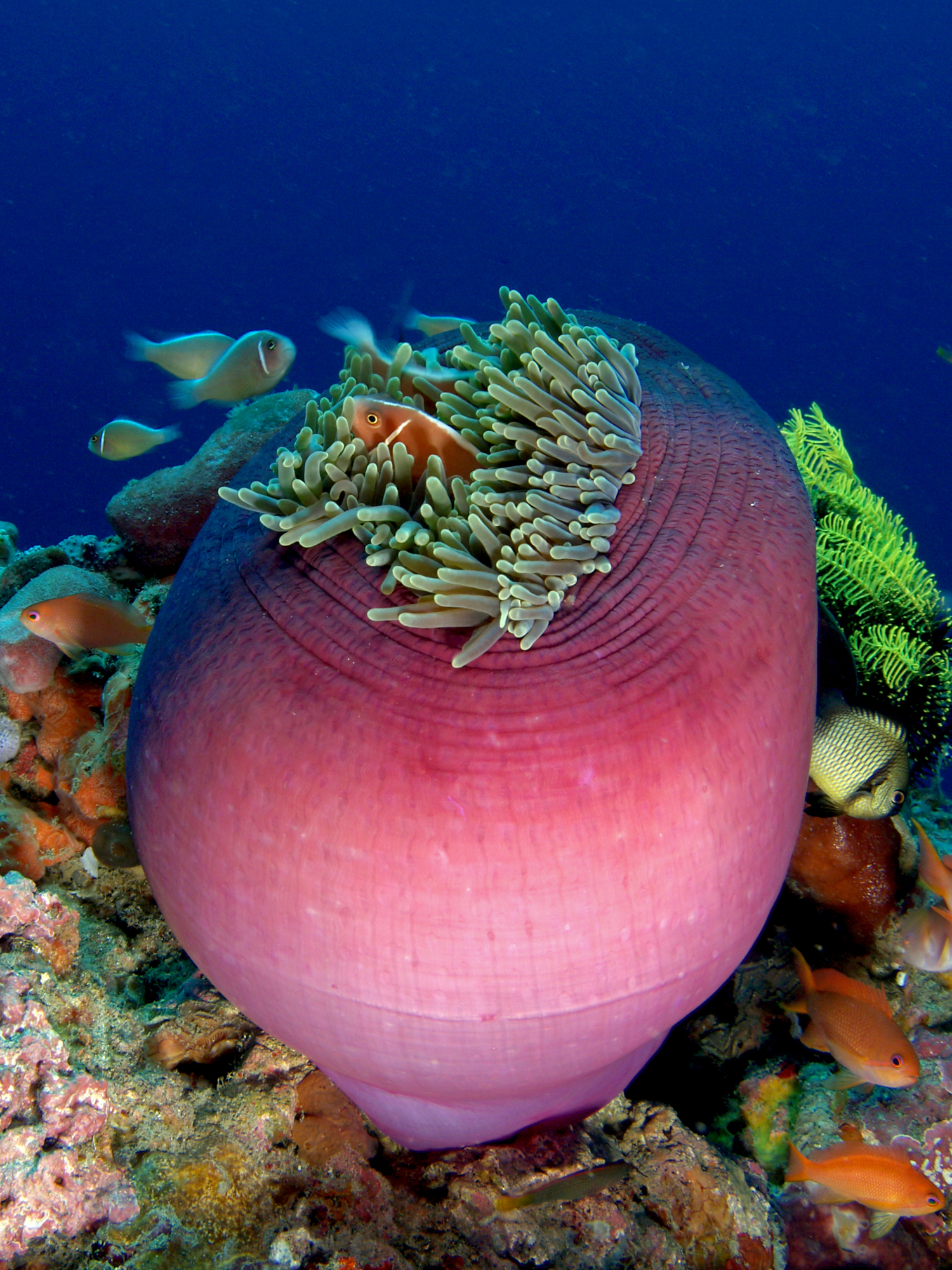
Heteractis magnifica (Stichodactylidae)
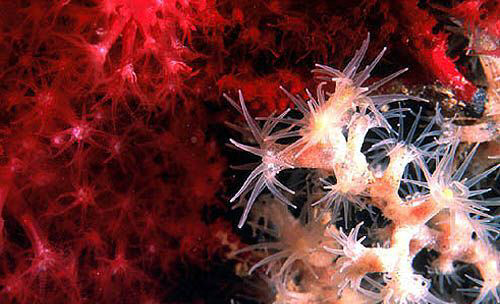
Savalia savaglia (Parazoanthidae)

Octocoralli

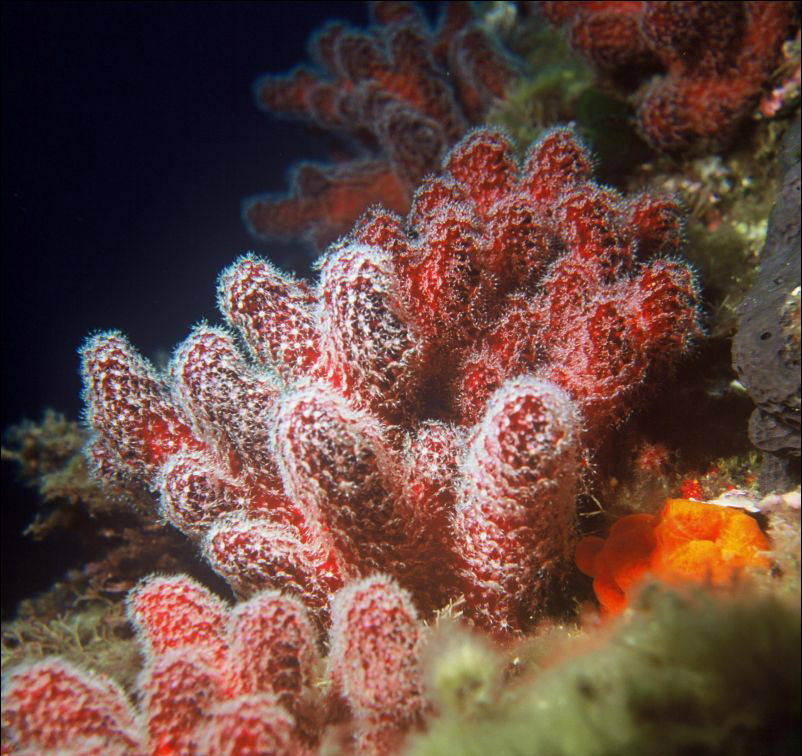
Alcyonium palmatum (Alcyoniidae)
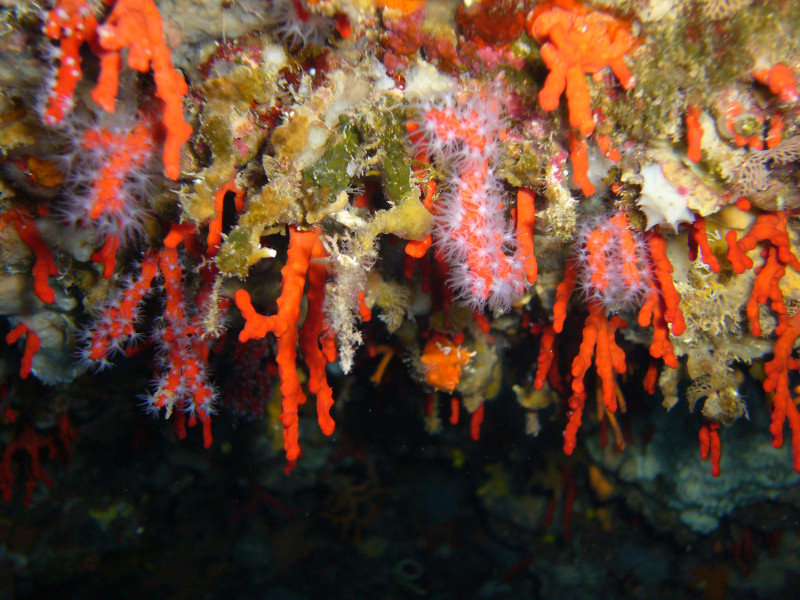
Corallium rubrum (Coralliidae)
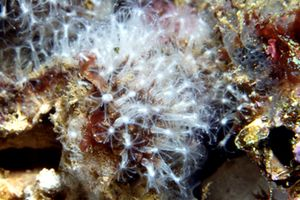
Cornularia cornucopiae (Cornulariidae)
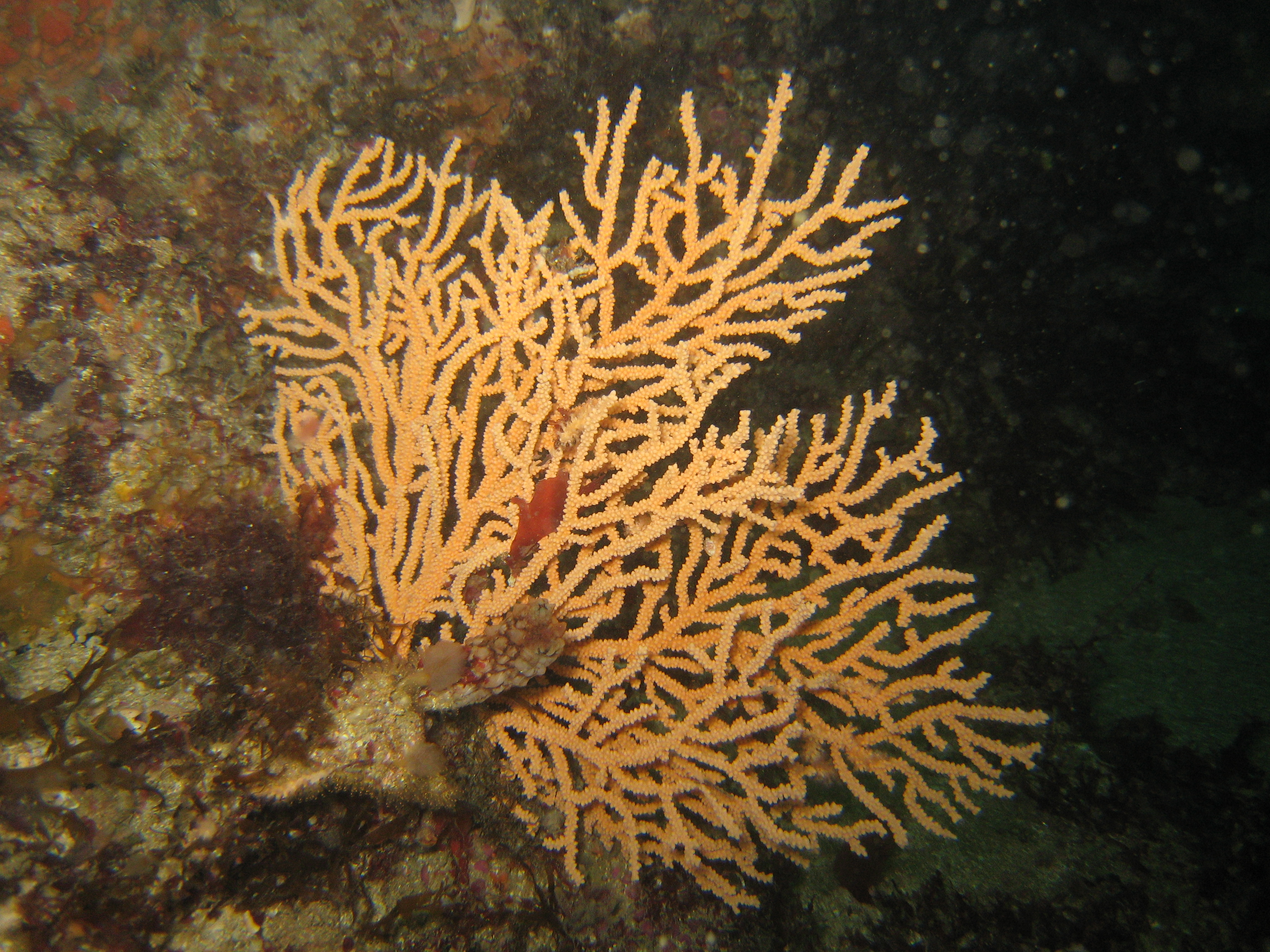
Eunicella verrucosa (Gorgoniidae)
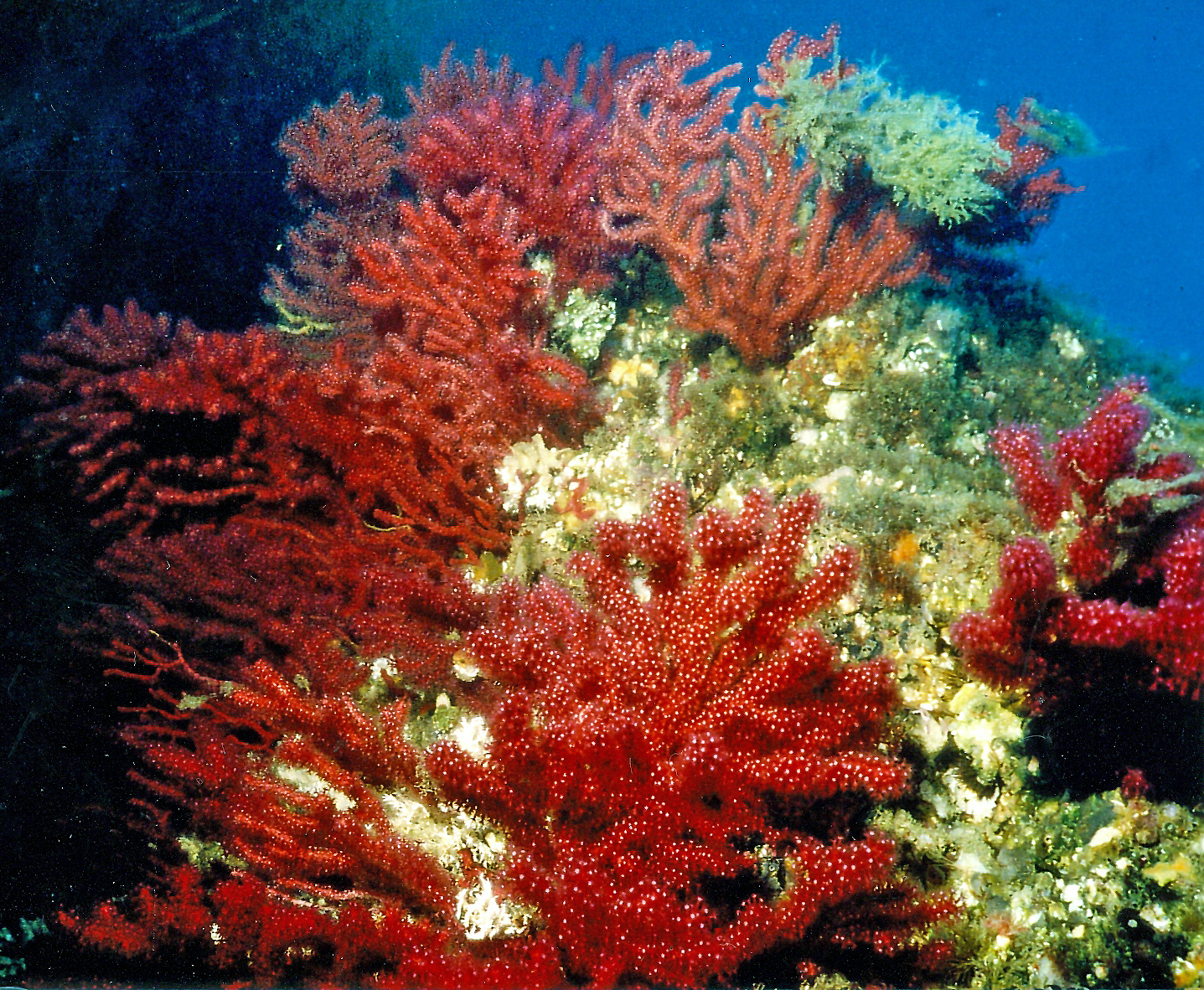
Paramuricea clavata (Plexauridae)
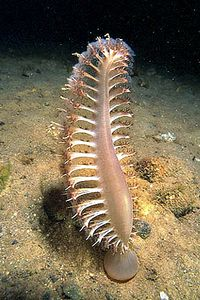
Pennatula phosphorea (Pennatulidae)
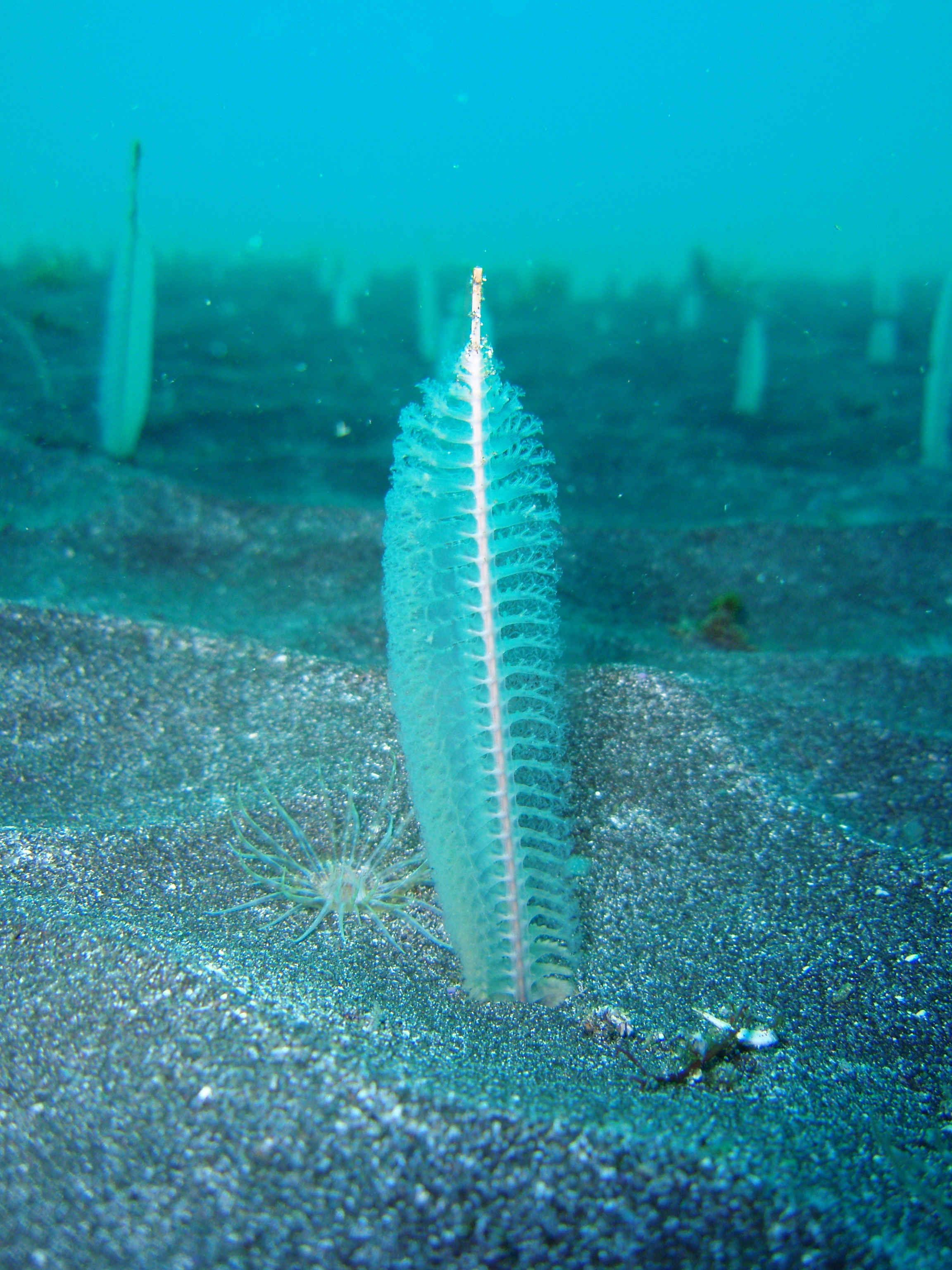
Stylatula elongata (Virgulariidae)
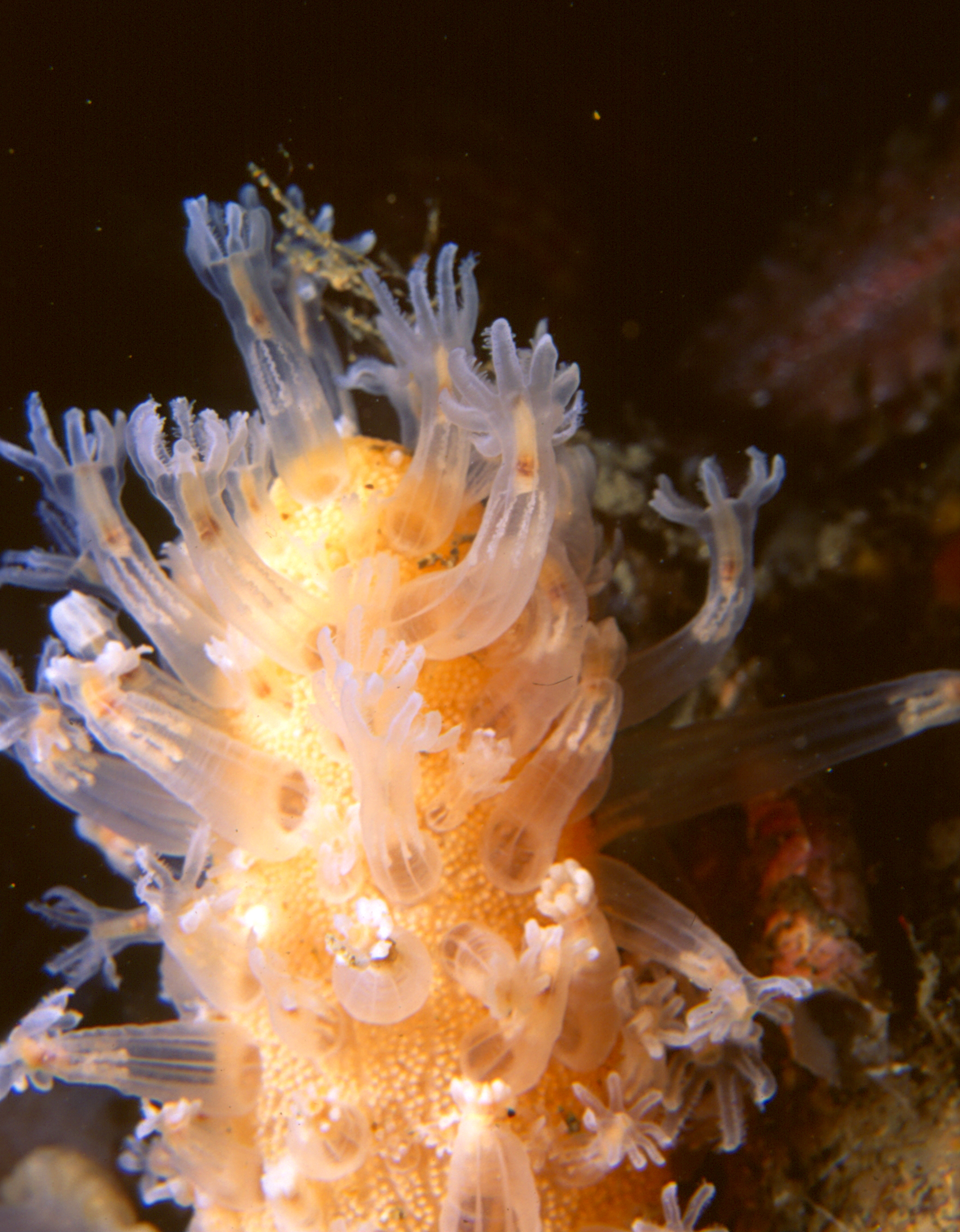
Veretillum cynomorium (Veretillidae)

## Conservazione

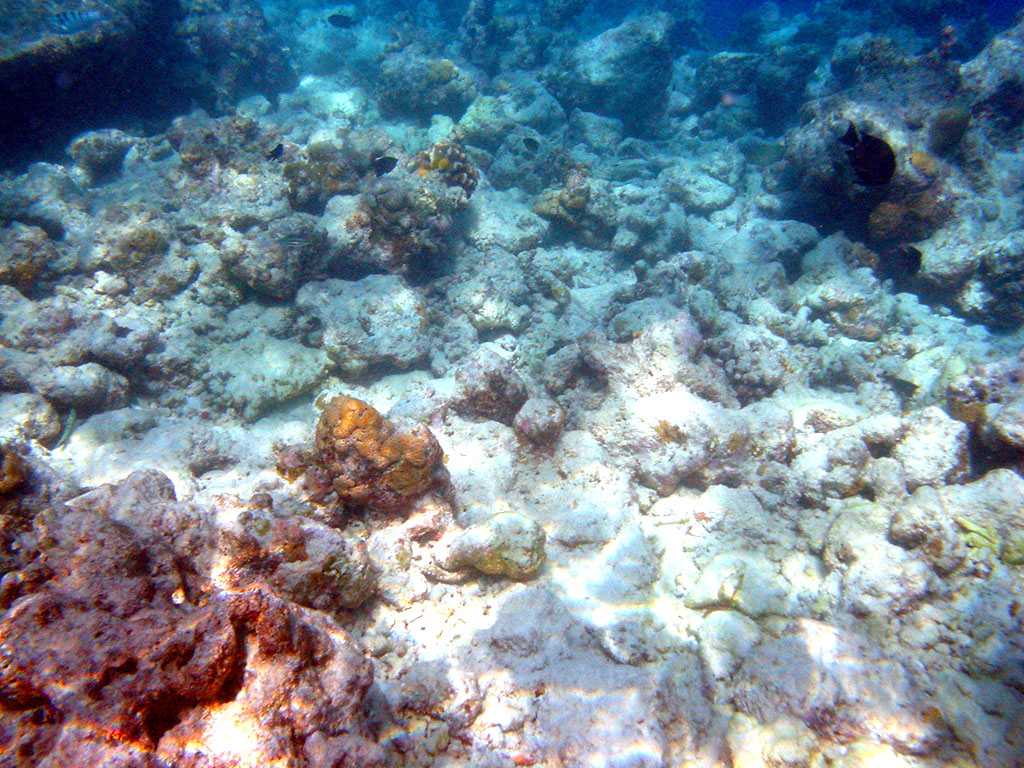
Un'area di barriera corallina colpita dallo sbiancamento. Moofushi, Maldive

Il riscaldamento globale colpisce duramente i coralli mettendone a dura prova la sopravvivenza.
Quando la temperatura marina si incrementa (anche di solo 2 gradi Celsius), l'intera struttura entra in una sorta di "febbre" e i microorganismi non sono più in grado di produrre nutrimento, pertanto dopo pochi giorni i polipi del corallo espellono le zooxantelle simbiotiche, facendo assumere alla struttura calcarea una colorazione più pallida o lasciandola completamente bianca. In assenza della principale fonte di nutrimento, i polipi sono destinati a morire.
Per salvaguardare queste creature alcuni ricercatori hanno fondato la "Banca dei coralli", una struttura in grado di mantenere intatto per secoli lo sperma del corallo.